# Березикова, Юлия Александровна
Юлия Александровна Березикова (род. 17 ноября 1983, Краснокаменск) — российский боец MMA, общественный и политический деятель, актриса. Первая россиянка, вышедшая на арену мирового миксфайта. Состояла в команде Red Devil вместе с такими бойцами, как Фёдор Емельяненко, Александр Емельяненко, Роман Зенцов, Андрей Семёнов.

## Ранние годы
Отец, Александр Васильевич Березиков, родился в селе Буланиха Алтайского края в многодетной семье. Фамилия Березикова имеет алтайские корни. Юлия с детства была очень активной, энергичной, сильной, и с раннего возраста занималась спортом. С первого класса посещала секции по футболу, плаванию, велоспорту. В секцию единоборств пришла в пятом классе. Занималась каратэ, дзюдо, кикбоксингом. С годами увлечение боевыми искусствами из хобби переросло в профессию.
Юлия Березикова не единственный ребёнок в семье. У неё есть старшая сестра Оксана, которая, в отличие от своей младшей сестры, своё увлечение в детстве связала с танцами.
В 2006 году окончила Северо-Западную академию государственной службы по специальности «Социальная работа», в 2011 — Национальный государственный университет физической культуры, спорта и здоровья имени П. Ф Лесгафта («Теория и методика бокса»).

## Спортивная карьера
Спортсменка неоднократно признавалась в интервью, что в единоборствах оказалось случайно: однажды пошла за компанию с подругой в секцию карате, потому что та стеснялась, в итоге Юлия осталась в единоборствах. Затем посещала секцию дзюдо (с 6 по 11 класс школы). По окончании школы вслед за старшей сестрой отправилась в Санкт-Петербург, который в 90-е был «меккой» смешанных единоборств. Юлия загорелась идеей стать первой женщиной - членом команды по смешанным единоборствам. На тот момент в составе команды были одни мужчины - сегодня некоторые из них звёзды российского и мирового ММА, в том числе Фёдор Емельяненко, Алексей Олейник и другие.
Первый бой Юлии по правилам ММА состоялся в 2004 году в Санкт–Петербурге на турнире, организованном лигой M–1, ей был 21 год. Соперником стала известная на тот момент самбистка Ксения Шубина. В этом поединке Юлия одержала победу в первом раунде на 55-й секунде болевым приёмом на руку. Второй поединок состоялся в октябре 2006 года (лига M–1), против россиянки Ксении Таку, где Юлия одержала победу в первом раунде удушающим приёмом. После нескольких успешных поединков мечта Юлии исполнилась, и уже в 2006 году она состояла в команде Red Devil. Там же были Александр Емельяненко, Роман Зенцов, Омар Сулоев, Арман Гамбарян, Кирилл Сидельников, Михаил Малютин, Владимир Зенин, Михаил Заяц. Вместе со всеми Березикова участвовала в ежегодных сборах в Кисловодске, Чегете, Старом Осколе и в Санкт-Петербурге. Юлия стояла в парах со всеми бойцами, в том числе и с Федором Емельяненко.
Первый значимый поединок в профессиональной карьере Березиковой состоялся в декабре 2006 года в рамках турнира Bodog Fight—USA vs. Russia. Соперником россиянки стала американка Tara LaRosa. За свою профессиональную карьеру в ММА с 2006 года Юлия Березикова провела 14 боёв. В четырёх потерпела поражение: от Тары ЛаРоса, Джулии Кедзи, Рози Сэкстон и Йоанны Енджейчик.
Юлия Березикова состоялась как успешный спортсмен не только в ММА, но также в боксе, муай-тай, грэпплинге, самбо, кунг-фу. 19 декабря на турнире «Muay Thai Moscow-2015» в УСК «Крылья Советов» Березикова, будучи многократной чемпионкой России по тайскому боксу, победила чемпионку мира по кикбоксингу из Хорватии Марию Маленика.

## Статистика в смешанных единоборствах
| Боёв 14  | Побед 10 | Поражений 4 |
| -------- | -------- | ----------- |
| Нокаутом | 2        | 1           |
| Сдачей   | 5        | 2           |
| Решением | 3        | 1           |

| Результат | Рекорд | Соперник         | Способ                        | Турнир                             | Дата            | Раунд | Время | Место                                 | Примечание |
| --------- | ------ | ---------------- | ----------------------------- | ---------------------------------- | --------------- | ----- | ----- | ------------------------------------- | ---------- |
| Победа    | 10–4   | Рози Дуарте      | ТКО (удары руками и коленями) | EFN - Fight Nights Petersburg      | 23 октября 2015 | 2     | 1:08  | Санкт-Петербург, Россия               |            |
| Победа    | 9–4    | Джулиана Вернер  | Болевой приём (рычаг локтя)   | XFCI - XFC International 9         | 15 марта 2015   | 2     | 1:45  | Сан-Паулу, Сан-Паулу, Бразилия        |            |
| Поражение | 8–4    | Йоанна Енджейчик | Единогласное решение          | Fight Nights - Battle of Moscow 12 | 20 июня 2013    | 2     | 5:00  | Москва, Россия                        |            |
| Победа    | 8–3    | Карла Бенитез    | Болевой приём (рычаг локтя)   | SFL 12 - Rise of the Challengers   | 7 декабря 2012  | 2     | 1:42  | Мумбаи, Махараштра, Индия             |            |
| Победа    | 7–3    | Карла Бенитез    | Раздельное решение            | FEFoMP - Mayor Cup 2012            | 26 мая 2012     | 2     | 5:00  | Хабаровск, Хабаровский край, Россия   |            |
| Победа    | 6–3    | Алена Хола       | Болевой приём (рычаг локтя)   | Fight Nights - Battle of Moscow 6  | 8 марта 2012    | 2     | 1:35  | Москва, Россия                        |            |
| Победа    | 5–3    | Юджиния Костина  | Единогласное решение          | Fight Nights - Battle of Moscow 5  | 5 ноября 2011   | 2     | 3:00  | Москва, Россия                        |            |
| Победа    | 4–3    | Милана Дудиева   | ТКО (удары)                   | fightFORCE - Day of Anger          | 28 февраля 2009 | 1     | 4:40  | Санкт-Петербург, Россия               |            |
| Победа    | 3–3    | Мэгуми Ябусита   | Единогласное решение          | fightFORCE - Russia vs. The World  | 19 апреля 2008  | 3     | 5:00  | Санкт-Петербург, Россия               |            |
| Поражение | 2–3    | Рози Секстон     | Болевой приём (рычаг локтя)   | Bodog Fight - Vancouver            | 24 августа 2007 | 2     | 1:49  | Ванкувер, Британская Колумбия, Канада |            |
| Поражение | 2–2    | Джули Кедзи      | ТКО (удары)                   | Bodog Fight - Clash of the Nations | 14 апреля 2007  | 2     | 2:49  | Санкт-Петербург, Россия               |            |
| Победа    | 2-1    | Сонг Ли Джин     | ТКО (удары)                   | M-1 MFC - Russia vs. Korea         | 20 января 2007  | 1     | 0:51  | Санкт-Петербург, Россия               |            |
| Поражение | 1–1    | Тара ЛаРоса      | Болевой приём (рычаг локтя)   | Bodog Fight - USA vs. Russia       | 2 декабря 2006  | 2     | 1:28  | Ванкувер, Британская Колумбия, Канада |            |
| Победа    | 1–0    | Ксения Шубина    | Болевой приём (рычаг локтя)   | M-1 Global Open International Show | 5 июня 2004     | 1     | 0:55  | Санкт-Петербург, Россия               |            |

## Общественная деятельность
В январе 2015 года вместе с членом Совета Федерации Дмитрием Саблиным стала инициатором создания движения «Антимайдан», целью которого ставится противодействие попыткам создания «Евромайдана».
Юлия Березикова является участницей проекта «Ребята с нашего двора». Движение реализуется благотворительным фондом «Московский благотворительный резерв». В рамках проекта участники движения за здоровый образ жизни организуют в различных городах России открытые тренировки для всех желающих, устанавливают современные уличные спортивные площадки — создают условия для массовых занятий спортом на свежем воздухе.
В многочисленных интервью Юлия Березикова неоднократно высказывала идею о том, что спорт в России, в частности — детский, должен быть бесплатным. Сама она проводит бесплатные мастер-классы для взрослых и детей не только в столичных фитнес-клубах, но и на спортивных площадках в регионах страны.

## Фильмография
1. Сокровища О. К., 2013 год — Эльза
2. Морские дьяволы. Смерч-2 - Жанна Зверева
3. Дотянуться до мечты - сыграла саму себя
4. Отставник - 1,2 - каскадер
5. Литейный-4 - каскадер, дублер
6. Русский дубль - консультант